# Queer as Folk (Estats Units)
Queer as Folk és una coproducció televisiva dels Estats Units i el Canadà, produïda per Showtime i Temple Street Productions, basada en la sèrie britànica del mateix nom creada per Russell T. Davies. Els guionistes principals són Ron Cowen i Daniel Lipman, que també la produïren junt amb el president de Warner Bros, Tony Jonas. És una de les sèries més canòniques pel que fa a la representació de l’homosexualitat masculina.

## Descripció general
La sèrie narra la història de cinc homes gais que viuen a la ciutat de Pittsburgh a l'estat de Pennsilvània: Brian, Justin, Michael, Emmett i Ted; d'una parella de lesbianes, Lindsay i Melanie; i de la mare de Michael, Debbie. Un altre dels personatges principals, Ben, s'introdueix a la segona temporada. La sèrie es va gravar al Canadà.
La sèrie tracta sense inhibició i amb realisme l'estil de vida d'un grup de gais i lesbianes que viuen en l'actualitat a Nord-amèrica, coneguts com a «working class boys». Combina en parts iguals drama, humor i sexe. Un aclariment «Queer as Folk és la celebració de les vides i les passions d'un grup d'amics gais. No tracta de reflectir tota la societat gai» apareixia abans de cada episodi a la cadena Showtime, però no a Showcase.
El títol de la sèrie ve d'una expressió dialectal d'algunes parts del Nord d'Anglaterra «there's nought [pronunciat col·loquialment com 'nowt'] so queer as folk«, que significa «res és més tan estrambòtic com la gent». També és un joc de paraules, ja que queer significa ‘gai’, a més a més d'‘estrany, estrambòtic’.
La sèrie va aconseguir grans quotes d'audiència. De fet, al Canadà, la sèrie va tenir tant d'èxit i tanta audiència que, al final de la cinquena temporada tants anunciants hi havien comprat l'espai a la publicitat que Showcase va haver d'acomodar els capítols per a emetre'ls durant una hora i deu minuts, amb la finalitat de no tallar cap escena. Açò no va passar a Showtime, a que no emet publicitat .
La sèrie es va emetre durant cinc temporades (del 2000 al 2005 a Showtime, i del 2001 al 2005 a Showcase). Alguns fans pensen que la sèrie podria haver durat una temporada més. La major part dels actors tenien un contracte per a sis temporades però, d'acord amb un rumor, fou renegociat al final de la primera per a quedar en cinc.
De qualsevol manera, Showtime era conscient de l'augment dels costos de producció. Així i tot, part de l'equip pensava que Showtime no volia ser coneguda com una cadena gai, fet pel qual van cancel·lar la sèrie. Públicament, si més no, Ron Cowen i Daniel Lipman comentaren que no creien que hi haguera més que explicar, i Randy Harrison (Justin) va declarar que, si la sèrie hagués continuat una sisena temporada, ell no hauria continuat.
Showcase, que obtenia prou beneficis de la publicitat, va considerar breument produir una sisena temporada, però com Showtime posseïa la major part dels drets i finançava la major part, desestimaren la idea.
La sèrie ha estat emesa setmanalment al Brasil sota el nom Os Assumidos pel canal de cable Cinemax. Des del 9 de gener de 2006, la sèrie s'emet setmanalment a Alemanya sota el títol original, al canal obert ProSieben. Recentment ha estat també emesa per la cadena espanyola Cuatro.
Queer as Folk és una sèrie amb música d'avantguarda. Hi ha editats diferents discs amb la banda sonora. També conté unes escenes eròtiques força explícites.

### Detalls de la trama
En el primer episodi ens trobem als quatre amics acabant una nit de marxa a la discoteca gai anomenada Babylon. Un cansat Brian es troba per primera volta amb el sensible i artístic Justin, un estudiant d'institut de 17 anys que es converteix en molt més que un rotllo d'una nit. Brian també es converteix en pare eixa nit, del xiquet d'una amiga, Lindsay, una professora d'art, i de la seua parella, Melanie, una advocada que detesta Brian tant com Lindsay l'estima. Debbie és la mare de Michael, i una activista prodrets gai. Ella és cambrera al Liberty Diner, que serveix de refugi per al grup d'amics. El germà de Debbie, Vic, és un malalt terminal de la sida, i viu amb ella.
Els personatges s'interrelacionaran de diferents maneres al llarg dels cinc anys. L'aparentment indestructible amor platònic de Michael per Brian alimenta la història, que ocasionalment es narra amb veu en off. L'eixida de l'armari de Justin i la incipient relació amb Brian té efectes inesperats a la vida de Michael i Brian. Justin li ho conta tot a la seua amiga i companya heterosexual de l'institut, Daphne, mentre tracta de lluitar amb els seus companys de classe homòfobs i amb els seus pares, sorpresos i a punt de divorciar-se, Craig i Jennifer. Més endavant, en la segona temporada, Justin i Michael crearan un còmic de sexe gai explícit, amb Rage: Gay Crusader com a superheroi, un personatge inspirat en Brian.
Gus, el fill de Brian, criat per Lindsay i Melanie, es converteix en el focus de diversos episodis, en els quals es tracten els problemes dels drets paternals. Ted és el comptable de Melanie, i durant molt de temps va estar enamorat de Michael. Ell i Emmett sempre foren bons amics, però a poc a poc es converteixen en amants segons avança la sèrie. La seua relació acaba quan Ted, aturat i amb un expedient criminal obert per crear un web pornogràfic, es torna addicte a la metamfetamina o Crystal Met. A la quarta temporada, Brian, que ha perdut el seu treball per ajudar Justin,en comptes d'un client polític antigai, obri la seua pròpia agència. Posteriorment s'assabenta que té càncer testicular. Brian no vol que els seus amics ho sàpiguen perquè se sent «imperfecte» i creu que no van a voler-lo si s'assabenten de l'operació en la qual hauran de seccionar-li un testicle. Michael es casa amb Ben, que és seropositiu, i ambdós adopten un fill, Hunter, que també és seropositiu com a resultat de les seues experiències com a prostitut juvenil i la seua mala vida.
La relació de Melanie i Lindsay, encara que a la superfície representa una relació més estable, és bastant inestable. Ambdues s'enganyen en diferents punts de la sèrie, així com busquen suport en terceres persones just després de casar-se en una cerimònia, i es mantenen separades quasi tota la quarta i quinta temporada. Melanie és fecundada per Michael a través de la inseminació artificial en la quarta temporada, pel que els dos amics són ara copadrastres. La nova agència de publicitat de Brian, Kinnetic, es converteix en un èxit gràcies a la combinació de la lleialtat de la seua clientela i de la seua publicitat trencadora. Com a resultat d'açò, Brian compra el Club Babylon al seu propietari ara arruïnat.
A la quinta i darrera temporada, els xics s'han transformat en homes i la sèrie, tal vegada més còmoda en el seu rol d'entreteniment per al públic gai, toca temes polítics amb molta més força.
Una campanya política anomenada Proposta 14 es presenta durant gran part de la darrera temporada com un probable obstacle a les relacions familiars que els quatre principals protagonistes han creat. Aquesta proposta, com molts recents moviments legislatius que han afectat diferents estats dels Estats Units, tracten d'il·legalitzar el matrimoni entre persones del mateix sexe, l'adopció i altres drets civils. Les diferents maneres en què aquesta proposta podria afectar els personatges es conta quasi a cada episodi. Es mostra Debbie, Justin, Jennifer, Daphne, Emmett, Ted, Michael, Ben, Lindsay, Melanie i els xiquets enfrontant-se i lluitant-hi en contra tant per mètodes actius, com per contribucions polítiques o altres mètodes democràtics, però es trobaran amb una forta oposició, discriminació, odi visceral i retards polítics al seu veïnat.
La sèrie arriba al seu punt màxim quasi al final quan una bomba esclata en una festa benèfica contra la Proposta 14, que es desenvolupa al Club Babylon de Brian (després de diferents canvis d'emplaçament, a causa de discriminacions), que provoca la mort de quatre persones (incloent-hi un personatge secundari) i 67 ferits 67.
Aquest horrible esdeveniment marcarà la línia agredolça dels tres darrers episodis en els quals Brian, aterrit per la seua quasi tercera pèrdua de Justin, li declara finalment el seu amor. Els dos, fins i tot planegen una boda, però les habilitats artístiques de Justin criden l'atenció d'una agència de Nova York, i els dos prenen una decisió d'acord amb un acostament més realista de la relació que funcionaria entre els seus personatges. Melanie i Lindsay, donant-se una nova oportunitat, tornen, però es muden al Canadà, per a «criar (als seus fills) en un ambient on no se'ls diga res, ni se'ls separe per discriminació, ni hagen de patir per les seues vides».
A Espanya el darrer capítol de la sèrie es va emetre la matinada del 13 d'octubre de 2007, tancant així el cercle de les cinc temporades amb un final que recorda els comenençaments, eixe és precisament el missatge que es vol donar: amb els anys tot canvia, però algunes coses deuen romandre iguals.
Una de les característiques és que cada capítol acaba amb una cançó diferent que al·ludeix al tema de l'episodi. La banda sonora compren cançons de, entre d'altres, Queen, Junkie XL, Madonna, Peter Rauhofer, The Chemical Brothers, The Cure, Antiloop, Amanda Ghost, Broken Social Scene, Burnside Proyect, Cassius, Chris Zippel/Namtrak, Cyndi Lauper, Daft Punk, Deborah Cox, Delirium, The Smiths, Underworld, DV Roxx, Fatboy Slim, Geri Halliwell, Goldfrapp, Heather Small, IIO, Jason Navis, Kosheen, Mandalay, Marilyn Manson, Kylie Minogue, Origene, Roc Project Feat. Tina Arena, Dj Tiesto, Doves, Satoshi Tomiie, Scissor Sisters, Pet Shop Boys, Sneaker Pimps, Soundtrack Of Our Lives, The Reindeer Section, Touch and Go, TV On The Radio, Yoko Ono, Danny Tenaglia, Placebo, Full Frontal, Sarah McLachlan, Junior Vasquez, Garbage, Ultra Naté, Black i Peter Presta.

## Descripció dels personatges

### Personatges principals
| Nom                       | Actor           | UK homòleg                       | Descripció |
| ------------------------- | --------------- | -------------------------------- | --- |
| Brian Kinney              | Gale Harold     | Stuart Alan Jones (Aidan Gillen) | És un bell creador de publicitat de 29 anys amb una gran activitat sexual. Fou criat per un pare vividor i alcohòlic, i una mare obsessivament catòlica. Viu una vida centrada absolutament en ell, preferint l'honestedat de la luxúria a la deshonestedat (i vulnerabilitat) que percep en l'amor i en el romanticisme. Tendeix a mostrar-se fred i pragmàtic en els seus actes, però en realitat és noble i amb un gran amor pels seus amics. Heterofòbic de cor i rebel en els seus actes i manera d'actuar.              |
| Justin Taylor             | Randy Harrison  | Nathan Maloney (Charlie Hunnam)  | Justin perd la seua virginitat amb Brian als disset anys i acaba enamorant-se d'ell. Se'n va anar de casa després d'eixir de l'armari ja que son pare no acceptava la seua condició sexual. |
| Michael Novotny           | Hal Sparks      | Vince Tyler (Craig Kelly)        | És el millor amic d'infància de Brian, i també està a punt de complir trenta anys. Al principi de la sèrie, Michael treballa en una botiga anomenada The Big Q i és un fanàtic dels còmics i del súper heroi «Captain Astro«. Michael està profundament enamorat de Brian, encara que aquest no li correspon i moltes voltes el manipula en saber que ell l'estima. Michael està molt gelós de Justin i sempre tenen discussions, moltes voltes es comporta com un xiquet, però en la majoria dels seus actes és responsable. |
| Emmett Honeycutt          | Peter Paige     | Alexander Perry (Antony Cotton)  | Originalment de Hazlehurst a l'estat de Mississipi, Emmett és el més extravagant del grup. Es dedica a diferents treballs, incloent venedor en una botiga de roba anomenada Torso, fad'estrella porno, cambrer nudista, planificador de festes i corresponsal per a un nou canal de notícies. Emmett és notable per les seves ocurrències iròniques i l'extravagant sentit de la moda. És al costat de Brian el segon caràcter constant que viu la seva vida sense compromisos.                                               |
| Ted Schmidt               | Scott Lowell    | Phil Delaney (Jason Merrells)    | És un comptable de 33 anys amb una baixa autoestima. És enamorat platònicament de Michael. És introvertit, i sempre s'està queixant del seu aspecte físic. Té el costum de visitar pàgines porno i és amant de l'òpera i el bon menjar. |
| Lindsay Peterson          | Thea Gill       | Romey Sullivan (Esther Hall)     | Amiga íntima de Brian des del col·legi que es convertirà en la mare del seu fill, Gus. És professora d'art, però és pren un temps lliure per a estar amb el seu fill. Els pares molt cristians de Lindsay estan avergonyits de la seua homosexualitat i de les seues relacions amb Melanie. |
| Melanie Marcus            | Michelle Clunie | Lisa Levene (Saira Todd)         | Companya sentimental de Lindsay que treballa d'advocada. Melanie odia Brian, en part per culpa de Lindsay ja que aquesta és molt manyaga amb ell, en canvi en altres moments està més a prop de Brian. Michaael és el pare biològic de segona filla de Lindsay, Jenny Rebecca. |
| Ben Bruckner              | Robert Gant     | (cap)                            | Un professor de la universitat que és un xicot estable de Michael des de la segona temporada. Té el VIH. Debbie, la mare de Michael desaprova la seua relació des del principi perquè tem que Ben arribe a infectar Michael, en canvi s'adona que Michael estima Ben i acaba acceptant la seua relació. |
| Debbie Novotny            | Sharon Gless    | Hazel Tyler (Denise Black)       | Membre activa del PFLAG (Pares, familiars i amics de lesbianes i gais), Debbie està molt orgullosa del seu fill Michael homosexual. Acull tots els xics en sa casa, especialment Justin, que hi viu després de marxar de casa. Treballa al Liberty Diner, i en casa cuida del seu germà Vic. |
| Vic Grassi                | Jack Wetherall  | Bernard Thomas (Andy Devine)     | El germà de Debbie. Per a ajudar Debbie a pagar la hipoteca, treballa com a xef a la seua cuina. També treballa de cuiner per als negocis empresarials d'Emmett. Més tard té una disputa amb Debbie en la temporada 4, finalment mor per complicacions de la sida. |
| James Montgomery «Hunter« | Harris Allan    | (cap)                            | (Temporades 3-5) Un adolescent VIH-positiu i xapero que es troba amb Ben i Michael. Ben sent llàstima per Hunter i l'acull, finalment ell i Michael l'adopten. Inicialment va tenir una desafortunada trobada amb Brian, però després s'enamora d'una xica, Callie Leeson. |

### Personatges secundaris
| Nom               | Actor                             | Homòleg en la sèrie anglesa             | Descripció |
| ----------------- | --------------------------------- | --------------------------------------- | --- |
| Daphne Chanders   | Makyla Smith                      | Donna Clark (Carla Henry)               | La millor amiga de Justin des de l'institut, i la primera persona que ix amb ell (sense comptar Brian o Michael). Perd la virginitat amb Justin, i com a resultat en cau enamorada. Justin de seguida la rebutja, però segueixen sent amics. |
| Jennifer Taylor   | Janice Maloney (Caroline O'Neill) | (cap)                                   | La mare de Justin que treballa com a funcionària. Amb l'ajuda de Debbie, assumeix el fet que el seu fill és gai, i s'uneix a la PFLAG. Després de divorciar-se de Craig Taylor coneix un home jove anomenat Tucker (Lucas Bryant) en la temporada 5, una cosa que Justin desaprova al principi però acaba acceptant. |
| Carl Horvath      | Peter MacNeill                    | (cap)                                   | (Temporades 2-5) El xicot de Debbie. Va conèixer Debbie mentre treballava en el cas d'un assassinat d'un jove gai anomenat Jason Kemp. És un xic homofòbic quan Debbie es troba amb ell per primera vegada, però aquesta li ensenyarà a acceptar els homosexuals. Proposa a Debbie casar-se, ella accepta, però més tard decideix que no és casarà amb Horvath ja que Michael tampoc està legalment casat. Finalment decideixen viure junts com a parella. |
| Cynthia           | Stephanie Moore                   | Sandra Docherty (Alison Burrows)        | L'assistent de Brian. Suficientement encantadora com per a atraure als clients, i suficientement forta per a conduir Brian. |
| Blake Wyzecki     | Dean Armstrong                    | Similar to Harvey Black (Andrew Lancel) | Un adicte a la metamfetamina en el moment de trobar-se amb Ted al club Babylon. La seua relació amb Ted acaba ràpid després que Ted quedés en coma a causa de les drogues. En la tercera temporada, és serios i treballa com a conseller en una clínica de rehabilitació. Es reuneixen al final de la sèrie. |
| Dr. David Cameron | Chris Potter                      | Cameron Roberts (Peter O'Brien)         | (Temporada 1) L'ex-xicot de Michael. Després de caure per les escales, Michael té una sessió terapèutica amb David, que és quiropràctic. La seua relació evoluciona ràpidament, i en pocs mesos Michael se'n va amb David, que té un fill d'onze anys. Aquí naixerà la fricció entre David i Brian, David està gelós de la relació de Brian amb Michael. I Brian de la relació de Michael i David.                                                         |
| Ethan Gold        | Fabrizio Filippo                  | (cap)                                   | (Temporades 2-3) Estudiant de música a PIFA, manté un romanç amb Justin. En la seua cerca d'una relació més romàntica, Justin abandona Brian i se'n va amb Ethan. Tenen una curta relació, a causa del fet que Ethan enganya Justin amb un fan. Justin tornarà amb Brian. |
| Drew Boyd         | Matt Battaglia                    | (cap)                                   | (Temporades 4-5) Un quarterback estrella que, encara que ocupat, és un homosexual que està en l'armari. Té una aventura amb Emmett i més tard la seua parella l'abandona quan aquest li conta que era pressionat per un home amb el qual havia tingut relacions sexuals i li havia fet fotografies per a demanar-li diners. Més tard eix de l'armari. Manté una relació amb Emmett fins que s'adona que volia gaudir de la vida i se separen.              |
| Jim Stockwell     | David Gianopoulos                 | (cap)                                   | (Temporada 3) Un candidat a alcalde, amb Brian al cap de la seua campanya. Stockwell és un oficial homofòbic que abusa de la seua autoritat. Acomiada Brian després d'assabentar-se què és gai, i després torna a contractar-lo per a desmentir rumors d'homofòbia. Després se'l relaciona amb la mort de l'home trobat al femer del Dinner, Brian llança una campanya contra ell. Com a resultat, Stockwell perd les eleccions i és acusat.               |
| Sam Auerbach      | Robin Thomas                      | (cap)                                   | (Temporada 4) Un artista amb renom que no té molt bona fama. És enamorat de Lindsay i la persegueix sempre, tot i saber que és lesbiana. Després exhibeix el seu art a Pittsburgh (a la galeria on treballa Lindsay). Té un xicotet romanç amb Lindsay, pel que després se separa un temps de Melanie. |
| Tracey            | Lindsey Connell                   | Rosalie Cotter (Caroline Pegg)          | (Temporades 1-3) Treballa amb Michael al Big Q. Sent una forta atracció per ell, i queda decebuda després d'assabentar-se de què és gai. Acaben sent bons amics. |
| Callie Leeson     | Meredith Henderson                |                                         | (Temporades 4-5) L'amiga d'institut de Hunter i la seva núvia. |

## Conseqüències culturals
La versió americana de Queer as Folk es va convertir en un número u als rànquings d'audiència. El màrqueting inicial de la cadena era que la sèrie fos dirigida principalment al públic gai (i d'alguna manera, per a lesbianes), així i tot, un important número d'audiència estava format per dones heterosexuals.
esdevingué la primera sèrie d'emissió publica que presenta homes nus integrals sense pudor. No es tornaria a produir fins anys més tard, quan l'eròtica masculina es presenta però sempre en contextos marginals (True Blood) o històrics (Spartacus: Blood and Sand).
Són moltes i innovadores les escenes de Queer as Folk, començant pel primer episodi, que contenia la primera escena de sexe explícit entre dos homes (incloent-hi masturbació mútua, sexe anal), encara que les escenes foren basades en la versió de la sèrie britànica. A pesar de la franca descripció del consum de drogues i sexe casual en escenes de clubs gais, l'esperada reacció dels conservadors mai es va generar.
Inicialment, la majoria dels actors mantenen, en la vida real, una orientació sexual ambigua perquè no es desvincula dels seus personatges, causant moltes especulacions entre l'audiència. Des d'eixe moment, Randy Harrison, Peter Paige, Robert Gant i Jack Wetherall han declarat que són gais, Thea Gill ha declarat ser bisexual  Arxivat 2009-02-03 a Wayback Machine., i la resta del repartiment diuen ser heteros (per exemple, Gale Harold, Michelle Clunie i Hal Sparks) o han evitat el debat públic sobre la seua orientació sexual.
Planteja una universalització en la vida quotidiana de les persones LGTBI que volen sentir-se orgullosos de les seves vides.
Controvertits arguments han estat tractats a Queer As Folk inclou: prometatge, matrimoni per a tots, recreació del consum de drogues i abús (cocaïna, metamfetamina, èxtasi, GHB, ketamina, cànnabis); adolescencia i vellesa, adopció gai, inseminació artificial; sexe segur, estat de la sida, prostitució de menors; sacerdots catòlics gais; discriminació al treball basat en l'orientació sexual, maltractament familiar i de l'entorn, migració per rebuig social, l'abús i persecució policial, etiqueta i classes socials gais; consciència de grup, associacionisme, corrents polítiques i lobby gai; la indústria de la pornografia a internet i trobades casuals amb seropositius amb risc d'infecció.
La sèrie fou ambientada a la ciutat de Pittsburgh a l'estat de Pennsilvània, aquesta es mostra amb bona llicència de creativitat. Pittsburgh fou escollida com la més semblant a l'escenari on s'ambientà la sèrie del Regne Unit, Manchester a Anglaterra. Encara que Pittsburgh no té un gran barri gai com San Francisco o Nova York, quasi totes les escenes de l'avinguda Liberty foren rodades a la zona de Church i Wellesley de Toronto, que és el barri gai de la ciutat. De fet ni una sola escena va ser gravada en la vertadera avinguda Liberty de Pittsburgh. Es va escollir Toronto com a centre de producció de la sèrie donat el seu baix cost de producció per a les sèries de televisió. A més, el barri gai de Toronto té l'aspecte que feia menester als productors per a donar vida a la seua visió de l'Avinguda Liberty.
El bar central de Woody, al Pittsburgh fictici, és el nom real d'un famós bar gai de Toronto. En un episodi de la temporada 4 en el qual diferents personatges viatgen a Toronto, el vertader bar Woody fou anomenat «Moosie's». Mentre Pegasus, un popular club gai de Pittsburgh, és localitzat a la vertadera Avinguda Liberty, en realitat, aquesta no és la meca gai que pretén ser a la sèrie. La sèrie té, a voltes, referències humorístiques de la imatge a la comunitat gai. En alguns episodis (Gai com les Flames) apareix, un avorrit drama políticament correcte amb el qual Brian no està particularment d'acord.
L'orgull, el moviment, la lluita, el reconeixement, la universalització, la solidaritat, la compassió, l'amor, l'odi i l'avorriment són anhels, aspiracions, i altres sentiments representats a la sèrie.

## Crítiques
La sèrie americana fou innovadora en molts aspectes i va generar controvèrsia dins de la comunitat gai sobre la interpretació de temes de gais i lesbianes en Queer as Folk. Igual que l'original britànic, ha estat criticada per persones de la comunitat gai perquè pensen que la imatge que ofereixen al voltant de l'homosexualitat no és gaire realista, incloent-hi les relacions sentimentals i l'estil de vida. Els productors del programa destacaren des del començament en una declaració per escrit que apareixia al final de cada capítol (Temporades 1-3) i a la premsa, que no es tracta de fer una representació en general. Alguns columnistes gais, troben que la sèrie presenta una visió molt poc realista de la vida de gais i lesbianes, a més a més de promoure certs punts de vista. S'ha criticat l'absència de persones de minories racials, la representació poc realista de clients en bars i clubs (excessivament atractius), l'abundància de sexe públic prohibit en molts llocs dels Estats Units, i finalment, la denigració de certs aspectes de la vida d'alguns gais així com el sexe sense preservatiu, mentre que es fa un tractament benigne de l'ús de droga dura i infidelitats que, segons els crítics, és una presa de posició en assumptes controvertits dins de la comunitat gai.
Tot i aquestes crítiques dins la mateixa sèrie americana hi queden reflectides i és un exponencial més de la situació real de la població LGBT. També ha estat criticada entre el públic gai espanyol, poc obert a les realitats diverses al si de la comunitat gai espanyola.
Les lesbianes espanyoles també critiquen que no s'hi tracta bé el tema lèsbic. Com a seqüela de Queer as Folk es va rodar The L Word d'acord amb els cànons estètics o d'imaginari lèsbic.
La falta de realisme de l'escenari també ha estat criticat, des de la descripció del programa, l'ambient gai a Pittsburgh es mostra molt més urbà i probablement sofisticat del que és en realitat. Un ambient similar seria més probable de trobar-se en ciutats cosmopolites com San Francisco, Nova York, Washington, Chicago, Los Angeles, Atlanta, Boston, Houston, o Miami. La sèrie presenta un Pittsburg com a parangó aglutinador de les iniciatives i fets de la sèrie d'un territori extens com nord Amèrica.

## Banda sonora

### Temporada 1
1. «Spunk» (Coratge) per Greek Buck - 0:29
2. «Dive in the Pool» (Salt a la piscina) per Barry Harris - 3:55
3. «You Think You're a Man» (Creus que ets un home) per Full Frontal - 4:00
4. «Proud» (Orgullós) per Heather Small - 4:27
5. «Lovin' You» (Estimant-te) per Kristine W - 3:30
6. «Crying at the Discotheque» (Plorant a la discoteca) per Alcazar - 3:50
7. «Suffering» (Sofriment) per Jay-Jay Johanson - 4:46
8. «Shake Me» (Mou-me) per Mint Royale - 4:05
9. «Summerfire» (Foc d'estiu) per B-U - 3:25
10. «Start Rockin«» (Comença a ballar) per Antiloop - 3:26
11. «Do Ya, Feel the Love» (Sents l'amor?) per Love Inc. - 3:49
12. «Let's Hear It for the Boy» (Rebem el xic amb un aplaudiment) per Katty B - 5:31
13. «High School Confidential» (Secrets d'institut) per Carole Pope - 3:14
14. «Straight To...Number One» (Directes al... número ú) per Touch And Go - 3:37
15. «Spunk, Thank You Version» (Coratge, versió «Gràcies«) per Greek Buck - 0:29
16. «Save the Last Dance for Me» (Guarda'm el darrer ball) per The Drifters- 2:30 (no inclosa al cd)

### Temporada 2
1. «Hide U» (T'amagaré) (John Creamer & Stephane K Remix) per Kosheen - 5:07
2. «Absolutely Not» (Ni pensaments) (Chanel Club Mix) per Deborah Cox - 4:46
3. «Everyday» (Cada dia) (Hex Hector & Mac Quayle Club Mix) per Kim English - 4:38
4. «Caught Up» (Atrapat) (Guido Osario Vocal Mix) per DJ Disciple featuring Mia Cox - 4:24
5. «Rising» (Elevant-me) per Elle Patrice - 4:23
6. «Sneaky One» (El que actua a l'ombra) per Satoshi Tomiie featuring Deanna - 4:14
7. «Harder, Better, Faster, Stronger» (Més dur, millor, més ràpid, més fort), Peter Heller's Stylus Remix per Daft Punk - 4:59
8. «Star Guitar» (Guitarra estrella) (Peter Heller's Expanded Mix) per The Chemical Brothers - 5:00
9. «Miss You» (Et trobo a faltar = T'enyoro) (Illicit Remix Edit) per Etta James - 5:02
10. «Plenty» (Abundant) (Fade Mix) per Sarah McLachlan - 5:04
11. «Underwater» (Baix l'aigua) (Mauve's Dark Vocal Mix) per Delerium featuring Rani - 4:59
12. «Beautiful» (Preciós) (Calderone After Hour Mix) per Mandalay - 5:07

### Temporada 3
Disc 1:
1. «Some Lovin» « (Un poc d'amor) (Peter Rauhofer Mix) per Murk and Kristine W - 10:41
2. «At the End» (Al final) (The Scumfrog Remix) per IIO - 4:47
3. «Never, Past Tense» (Mai, en passat) (Tiësto Mix) per Roc Project - 6:36
4. «From the Inside» (Des de dins) (Junior Vasquez Mix) per Gioia - 8:15
5. «Walking on Thin Ice» (Caminant sobre una fina capa de gel) (Danny Tenaglia Club Mix) per Yoko Ono - 4:58
6. «Native Love, Step by Step» (Amor natiu, pas a pas) (Step By Step)» per Divine - 4:23
7. «Viva Colombia (Cha Cha) (NamZip Club Mix)» per Namtrak and Chris Zippel - 4:21
8. «The Sound of Violence» (El so de la violència), Dancefloor Killa Mix per Cassius - 5:00

Disc 2:
1. «Loretta Young Silks» per Sneaker Pimps - 6:00
2. «Weapon» (Arma) per Matthew Good - 4:56
3. «Infra Riot» per The Soundtrack of Our Lives - 4:47
4. «Rough Boys» (Xics durs) per Pete Townshend - 4:02
5. «Sola Sistim» (Sistema Solar) per Underworld - 6:28
6. «Lover's Spit» (Saliva d'amant) per Broken Social Scene - 6:07

### Temporada 4
1. «Cue the Pulse to Begin» (Pren-te el pols per a començar) per Burnside Project - 4:02
2. «Attitude» (Actitud) per Suede - 3:05
3. «I'm the Main Man» (Sóc el millor) per Jason Nevins - 2:58
4. «Train» (Tren) per Goldfrapp - 4:05
5. «Love of the Loveless» (L'amor dels sense-amor) per Eels - 3:31
6. «Scream» (Crida) per Ima Robot - 3:51
7. «You Are My Joy» (Ets la meua alegria) per The Reindeer Section - 3:44
8. «Understanding The New Violence» (Entenent la nova violència) per The Uncut - 4:05
9. «Satellite» (Satèl·lit) per TV on the Radio - 4:31
10. «If I Were A Man» (Si fora un home) per Andrea Menard - 3:22
11. «7 Minutes» (7 minuts) per Circlesquare - 4:21
12. «Sanctuary» (Santuari) per Origene - 3:25
13. «Strobe's Nanafushi (Satori Mix)» per Kodo - 4:59
14. «Wonderful Life» (Vida meravellosa) per Black - 4:45

### Temporada 5
1. «The Skins» (Les pells) per Scissor Sisters - 2:52
2. «Ride It (Munta'l) (Hex Hector 12» Mix)» per Geri Halliwell - 5:07
3. «Hardcore Mutha Fucka» (Hardcore fill de puta) per DV Roxx - 4:57
4. «Jin Go Lo Ba» per Fatboy Slim - 4:42
5. «Free (Jason Nevins Mix)» (Lliure) per Ultra Naté - 4:39
6. «Dance Me to the End of Love» (Balla'm fins al final de l'amor) per Madeleine Peyroux - 3:57
7. «My Beautiful Friend (El meu fermós amic) (Lionrock Mix)» per The Charlatans (U.K.) - 5:03
8. «Fever» (Febre) per Superpitcher - 4:59
9. «This Mess We're In» (L'embolic en què estem ficats) per P.J. Harvey - 3:55
10. «Personal Jesus» (Jesús personal) per Marilyn Manson - 4:08
11. «Drama (Warren Clark Club Mix» per DJ Rhythm - 5:37
12. «Summer Moon» (Lluna d'estiu) per Africanism All Stars - 4:51
13. «Shine (Brilla) (Babylon Mix)» per Cyndi Lauper - 4:24
14. «Proud (Orgullós) (Peter Presta QAF V Mix)» per Heather Small - 5:01

## Premis
2001
- GLAAD Media Awards nominada per a Millor sèrie de Drama (guanyadora)
- Third Prize nominada per a Títols d'efectes Ident's PSA's (guanyadora)
- Golden Reel Awards nominada per a Millor edició de so - Episodi TV - Música
- Artios nominada per a Millor casting per a TV, Pilot Dramàtic

2002
- GLAAD Media Awards nominada per a Millor sèrie de Drama
- DGC Craft Award nominada per a Millor treball en Direcció
- DGC Team Award nominada per a Millor treball en una sèrie de TV - Drama

2003
- GLAAD Media Awards nominada per a Millor sèrie de Drama
- ACTRA Toronto Awards nominada per a Millor Interpretació - Femenina (Thea Gill)
- DGC Craft Award nominada per a Millor treball en edició de so - curt (guanyadora)
- DGC Craft Award nominada per a Millor treball en Direcció - Sèrie TV
- DGC Craft Award nominada per a Millor treball en Edició d'Images - curt
- DGC Craft Award nominada per a Millor treball en Disseny de Producció - curt
- DGC Team Award nominada per a Millor treball en una sèrie de TV - Drama (guanyadora)

2004
- GLAAD Media Awards nominada per a Millor sèrie de Drama
- DGC Craft Award nominada per a Millor treball en Edició d'Images - Sèrie TV
- DGC Craft Award nominada per a Millor treball en Disseny de Producció - Sèrie TV
- Golden Reel Award nominada per a Millor edició de so en una sèrie de TV - Música

2005
- GLAAD Media Awards nominada per a Millor Sèrie de Drama
- DGC Craft Award nominada per a Millor treball en Edició d'images - Sèrie TV
- DGC Craft Award nominada per a Millor treball en Disseny de Producció - Sèrie TV
- DGC Team Award nominada per a Millor treball d'equip en una sèrie de TV - Drama
- Prism Award nominada per a Sèrie Drama de TV d'Argument Multi-Episodi (guanyadora) junt amb Lost
- Prism Award nominada per a actuació en l'argument d'una sèrie de drama (Scott Lowell)
- BMI Cable Award Ray Ketchem nominada per als premis Música de TV (guanyadora)